# Мігель Гаабо
Мігель Гаабо (фр. Miguel Haabo, нар. 1 вересня 1990) — гвіанський футболіст, півзахисник клубу «Блек Старз» та національної збірної Французької Гвіани.

## Клубна кар'єра
У дорослому футболі дебютував 2012 року виступами за команду «Блек Старз», кольори якої захищає й донині.

## Виступи за збірну
21 березня 2012 року дебютував в офіційних матчах у складі національної збірної Французької Гвіани в товариській грі проти збірної Гаяни (1:0).
У складі збірної був учасником розіграшу Золотого кубка КОНКАКАФ 2017 року у США, на якому зіграв у двох матчах.